# Castillo de Caulor
El castillo de Caulor fue un castillo medieval cuyos restos se encuentran situados en el término del municipio español de Plasencia de Jalón en la provincia de Zaragoza.

## Historia
A las afueras de Plasencia, a algo más de un kilómetro en dirección sur, se encontraba el despoblado Coglor. El lugar fue reconquistado por Alfonso I el Batallador y confiada su protección a los templarios. Tras la disolución de la Orden, la encomienda paso a los hospitalarios. Tanto el castillo como el lugar de Coglor quedaron abandonados tras el decreto de expulsión de los moriscos.

## Descripción
De todo el conjunto sólo se conserva un muro que podría haber pertenecido a un torreón construido en tapial, sobre un zócalo de piedra sillar.